# 毛鳳起
毛鳳起（1567年—？），字詞宗，號冲玄，浙江嘉興府秀水縣民籍，明朝政治人物。

## 生平
嘉興府學附學生，習《易经》，萬曆十九年（1591年）辛卯科浙江鄉試第一名舉人（解元）。

## 家族
曾祖毛世濟；祖父毛文順；父毛奎元。前母顧氏、孫氏；母曹氏。慈侍下。兄毛鳳鳴（鎮江通判）、毛秉光（知州）、毛鳳翱、毛鳳翼、毛可儀（興縣知縣）。弟三台、鳳文、治光、鳳翎、鳳翀。

## 引用
1. ↑  （明）张朝瑞. . 《续修四库全书》史部第828册.
2. ↑  鲁小俊，江俊伟著. . 武汉：武汉大学出版社. 2009. ISBN 978-7-307-07043-1.
3. ↑  龚延明主编. . 宁波: 宁波出版社. 2016. ISBN 978-7-5526-2320-8. 《天一閣藏明代科舉錄選刊.登科錄》之《浙江辛卯科同年序齿录》

- 《秀水县志》
- 《浙江通志》
- 《浙江辛卯科同年序齿録》